# Exloo
Exloo – wieś w Holandii, w prowincji Drenthe, w gminie Borger-Odoorn.